# Törökné Boncza Berta
Boncza Berta, asszonynevén Török Károlyné (1841 – 1919 után): Boncza Berta (Csinszka) anyai nagyanyja, Boncza Miklós országgyűlési képviselő, ügyvéd nővére.

## Élete
Boncza Berta 1841-ben született, édesapja Boncza Elek, gróf Bánffy Miklós jogtanácsosa, édesanyja szőkefalvi Nagy Jozefa. Korán teljes árvaságra jutott, amikor szüleit 1848-ban a lázadó román parasztok meggyilkolták. Míg nővérét, az ekkor tízéves Malvinát gróf Bánffy Miklós vette magához, addig Berta és négy évvel fiatalabb öccse, Miklós egyik anyai nagybátyjukhoz kerültek Bágyonba. Később Berta nevelését is Bánffy gróf vette át, ezért a gróftól kérte meg kezét a Bánffyhunyadi járás főszolgabírója, törökfalvi Török Károly (1840–1885). Házasságukból négy gyermek született:
- ismeretlen nevű fiúgyermek, csecsemőkorban meghalt agyhártyagyulladás következtében
- Berta (1865–1894), aki 1893-ban saját anyai nagybátyjához, Boncza Miklóshoz ment férjhez
- Lili, hatéves korában meghalt
- Károly

A legkisebb Boncza-lány és Török Károly házassága azonban nem tartott sokáig, a férj ugyanis kártyaveszteségei miatt rövidesen sikkasztásba keveredett, és végső kilátástalanságában arra vetemedett, hogy negyvenegy évesen öngyilkosságot követett el. Bertát összetörte férje váratlan halála, s ettől kezdve egyedül nevelte két életben maradt gyermekét, Bertát és Károlyt. Öccse, Boncza Miklós anyagi támogatást biztosított számukra. Később a nagybácsi Pestre vitte a fiatal Török Bertát, ahol Zirzen Janka három évfolyamos tanítóképzőjében taníttatta. Ekkor történt meg az, amire senki nem számított. Az idősödő Boncza Miklós beleszeretett tizenéves unokahúgába, és hamarosan a kezét is megkérte. Boncza Berta teljesen kétségbeesett a váratlan férjhezmenetel hallatán, és mindent elkövetett, hogy a frigyet megakadályozza. Nemcsak a huszonnyolc év korkülönbség, hanem a vérfertőzés miatt is hevesen ellenezte a házasságot. Boncza Miklós azonban erősebb volt, és 1893. július 4-én Budapesten megtartották az esküvőt, melyen özvegy Török Károlyné sem anyósi, sem nővéri mivoltában nem volt hajlandó részt venni; miután 1893-ban a házaspár Csucsára költözött, csak hosszú hónapok után enyhült meg annyira, hogy meglátogassa leányát új otthonában.
1894 júniusában Török Berta a várt fiúutód helyett leánygyermeknek adott életet a csucsai kastélyban, majd tíz nappal a szülést követően, június 17-én gyermekágyi lázban meghalt. A csalódott Boncza Miklós lelencbe kívánta adni a csecsemőt, özvegy Török Károlyné azonban hathatósan föllépett öccse szándéka ellen, és magára vállalta az unoka neveltetését. Öccsével soha többé nem állt szóba.
A kislányt, aki édesanyja és anyai nagyanyja után a Berta nevet kapta, tízéves korában a pesti Erzsébet nőiskolába adta, majd 1911-ben a svájci Lutry leányinternátusba iratta be. Berta 1915. március 27-én Budapesten Ady Endrével kötött házasságot. Özvegy Török Károlyné túlélte öccsét, sőt unokája férjét, az 1919-ben elhalálozott Ady Endrét is. További sorsa, így halálának helyszíne és időpontja ismeretlen.

## Külső hivatkozások
- Udvarhelyi Napló